# Antonio Ciarrapico
Antonio Ciarrapico (* 23. September 1930 in Pescara) ist ein italienischer Diplomat im Ruhestand.

## Studium
1953 schloss er ein Studium der Politikwissenschaft an der Universität La Sapienza ab.
Am 18. Juni 1954 trat er in den auswärtigen Dienst und wurde in Sydney, Buenos Aires, Den Haag, Cleveland, Kinshasa und Beirut sowie beim Nordatlantikrat in Brüssel beim Büro der Vereinten Nationen in Genf, beim UN-Hauptquartier, und bei der EU-Kommission beschäftigt.
Ab 1983 war er Botschafter in Stockholm und leitet die italienische Delegation zur Konferenz über Sicherheit und Zusammenarbeit in Europa#KVAE: Stockholm 1984–1986
Von 1986 bis 1990 war er Botschafter in Brasília.
Von 1990 bis 1995 war er Botschafter in Madrid.

## Veröffentlichungen
Er ist Autor zahlreicher Aufsätze und Artikel zu verschiedenen historischen und politischen Publikationen. 
Von 1995 bis 2000 war er Professor für Geopolitik und Internationale Beziehungen an der European School of Economics in Rom. Außerdem unterrichtete er an der Libera Università Internazionale degli Studi Sociali, der Universität Rom III, der Universität Triest  und der von Universität Camerino. Schließlich hielt er an der Carabinieri-Offiziersschule und am Diplomatischen Institut zahlreiche akademische Kurse.